# Tyst hav
Tyst hav – Jakten på den sista matfisken, är en bok skriven av Isabella Lövin. Boken handlar om överutnyttjandet av fiskbestånden i svenska och utländska vatten.
Titeln anspelar på Tyst vår av Rachel Carson från 1962.

## Priser och utmärkelser
Boken fick stor uppmärksamhet och Lövin tilldelades både Stora journalistpriset, i kategorin Årets berättare, och Guldspaden år 2007. 
Tyst hav utsågs 2013 till ett av Sveriges 25 bästa gräv de senaste 25 åren enligt tidningen Scoop (plats 12).